# 日本のキックボクシング世界王者一覧
日本のキックボクシング世界王者一覧（にほんのキックボクシングせかいおうじゃいちらん）は、日本のジムに所属するプロのキックボクシングおよびムエタイの世界王座を獲得した選手一覧。選手の所属は王座獲得当時のものである。

## 主な世界王座
- Enfusion王座（Enfusion（英語版））[1]
- GLORY王座[2]
- ISKA王座（国際競技空手協会男子世界王者一覧）[3][4]
- K-1王座（K-1王者一覧）[5][6]
- Karate Combat王座（Karate Combat（英語版））[7]
- KOK王座（King of Kings (格闘技)（英語版））[8]
- ONE Championship王座（ONE Championship王者一覧）[9]
- RISE世界王座（RISE王者一覧）[10][11]
- S1王座[12]
- SHOOT BOXING世界王座 / WSBA王座[13][14]
- WAKO王座（世界キックボクシング団体協会）[15]
- WBKF王座（世界雪豹キックボクシング連盟）[16]
- WKA王座（世界キックボクシング協会）[17]
- WKBA王座（新日本キックボクシング協会）[18]
- WLF王座（武林風（英語版） / Wu Lin Feng）[19]
- WMAF王座（世界マーシャルアーツ連盟）[20]
- WMF王座（世界ムエタイ連盟（英語版） / World Muaythai Federation）[21]

### 廃止された世界王座
- Bellator Kickboxing王座（Bellator王者一覧）[22]
- FFC王座（Final Fight Championship（英語版））
- IKF王座 / IKBF王座（国際キックボクシング連盟）
- UKF王座（ユニバーサル・キックボクシング連盟 / Universal Kickboxing Federation）[23]
- WFCA王座（世界フルコンタクト協会）
- WMTA王座（世界ムエタイ協会（英語版））
- WWWA世界格闘技王座[24]
- IKBO王座[要出典]
- IKKC王座[要出典]
- IMTCムエタイ王座[要出典]
- IPMTF王座[要出典]
- IPMTO王座[要出典]
- IWM王座[要出典]
- MTIA王座[要出典]
- PK.1王座[要出典]
- WIKBA王座[要出典]
- WKO王座[要出典]
- WMTF王座[要出典]
- WPKCムエタイ王座[要出典]
- WPMO王座[要出典]

### 主な世界トーナメント
- K-1 WORLD GP[25]
- K-1 WORLD MAX[25]
- Kunlun Fight[26]
- S-cup[27]
- 新格闘術世界五大チャンピオン決定戦[28]
- フリースタイル・マーシャルアーツ世界選手権大会[要出典]

## 世界王座の価値について
スポーツジャーナリストの近藤隆夫は、キックボクシングの世界王座について、プロボクシングと異なり誰もが目指す「世界王座」が存在しないとしている。キックボクシングの世界王座認定団体である世界キックボクシング協会（WKA）、国際スポーツキックボクシング協会（ISKA）については、「運営機能が果たされておらず有形無実の状態」であるとし、ベルトがその選手を最強と認知させる力を有していないとしている。一方で、ムエタイのルンピニー、ラジャダムナンの王座には権威があるとしているが、世界的認知度は高くないとしている。
ムエタイ選手の梅野源治はルンピニー認定王座を賭けたタイトルマッチに際して、世界王座について「価値観がよくわからなくなった時もありました」、「ぶっちゃけ、世界チャンピオンのベルトなんていっぱいあるじゃないですか。その中には価値のないものもある」と話した。

## 2020年代
| 名前           | 所属                                     | 王座 | 在位期間・認定日 | 防衛回数 |
| -------------- | ---------------------------------------- | --- | --- | -------- |
| 武尊           | team VASILEUS                            | 初代K-1 WORLD GPスーパーバンタム級 初代K-1 WORLD GPフェザー級 第4代K-1 WORLD GPスーパーフェザー級 ISKA K-1ルール世界ライト級 | 2015年4月19日 - 2016年8月28日（返上） 2016年11月3日 - 2018年3月20日（返上） 2018年3月21日 - 2022年6月27日（返上） 2023年6月24日 | 1 2 0    |
| 志朗           | BeWELLキックボクシングジム               | ISKAムエタイ世界バンタム級 初代RISE世界バンタム級                                                                            | 2016年1月10日 2023年3月26日 -                                                                                                   | 2        |
| 野杁正明       | team VASILEUS                            | 第2代K-1 WORLD GPスーパーライト級 第2代K-1 WORLD GPウェルター級 ONEキックボクシング世界フェザー級 (暫定)                     | 2017年6月18日 - 2018年8月19日（返上） 2021年9月20日 - 2024年3月26日（返上） 2025年3月23日 -                                     | 1 0      |
| 海人           | TEAM F.O.D                               | 2018 S-cup世界トーナメント優勝 第2代SB世界スーパーウェルター級                                                               | 2018年11月18日 2023年6月25日 -                                                                                                  | N/A 1    |
| 山崎秀晃       | K-1 GYM SAGAMI-ONO KREST                 | 第5代K-1 WORLD GPスーパーライト級                                                                                            | 2020年9月22日 - 2022年4月3日 | 0        |
| K-Jee          | K-1ジム福岡チームbeginning               | 第2代K-1 WORLD GPクルーザー級                                                                                                | 2020年11月3日 - 2021年3月28日                                                                                                   | 0        |
| 政所仁         | 魁塾                                     | WBKF世界スーパーフライ級 | 2021年2月14日 | 0        |
| 椿原龍矢       | 月心会チーム侍                           | 第4代K-1 WORLD GPフェザー級                                                                                                  | 2021年3月21日 - 2021年12月4日                                                                                                   | 0        |
| 朝久泰央       | 朝久道場                                 | 第5代K-1 WORLD GPライト級 | 2021年7月17日 - 2023年3月12日                                                                                                   | 0        |
| 軍司泰斗       | K-1 総本部チームペガサス                 | 第5代K-1 WORLD GPフェザー級                                                                                                  | 2021年12月4日 - 2024年9月29日                                                                                                   | 1        |
| 和島大海       | 月心会チーム侍                           | 第4代K-1 WORLD GPスーパーウェルター級                                                                                        | 2021年12月4日 - 2023年12月9日                                                                                                   | 2        |
| 中野椋太       | 誠至会                                   | S1世界ウェルター級 | 2022年2月5日 - | 0        |
| 金子晃大       | K-1ジム三軒茶屋シルバーウルフ            | 第3代K-1 WORLD GPスーパーバンタム級                                                                                          | 2022年2月27日 - | 3        |
| 秋元皓貴       | Evolve MMA                               | 第3代ONEキックボクシング世界バンタム級                                                                                       | 2022年3月26日 - 2022年11月19日                                                                                                  | 0        |
| 大和哲也       | 大和キックボクシングジム                 | 第6代K-1 WORLD GPスーパーライト級                                                                                            | 2022年4月3日 - 2024年3月28日（返上）                                                                                            | 2        |
| レオナ・ペタス | THE SPIRIT GYM TEAM TOP ZEROS/LARA TOKYO | 第5代K-1 WORLD GPスーパーフェザー級                                                                                          | 2022年9月11日 - 2025年1月29日（返上）                                                                                           | 0        |
| ☆SAHO☆         | 闘神塾                                   | S1女子世界バンタム級 第3代K-1 WORLD GP女子フライ級                                                                           | 2022年11月13日 - 2024年3月20日 -                                                                                                | 0        |
| 黒田斗真       | K-1ジム心斎橋チームレパード              | 初代K-1 WORLD GPバンタム級                                                                                                   | 2022年12月3日 - 2025年2月3日（返上）                                                                                            | 1        |
| 与座優貴       | team VASILEUS                            | 第6代K-1 WORLD GPライト級 | 2023年3月12日 - 2024年10月18日（返上）                                                                                          | 0        |
| 菅原美優       | K-1ジム三軒茶屋シルバーウルフ            | 第2代K-1 WORLD GP女子アトム級                                                                                                | 2023年3月12日 - 2024年12月15日（返上）                                                                                          | 0        |
| 原口健飛       | FASCINATE FIGHT TEAM                     | ISKA K-1ルール世界ライトウェルター級                                                                                         | 2023年3月26日 | 0        |
| 大﨑一貴       | OISHI GYM                                | ISKAオリエンタル世界フライ級 初代RISE世界スーパーフライ級                                                                    | 2023年4月21日 2025年5月11日 -                                                                                                   | 0        |
| 寺田匠         | team VASILEUS                            | ISKA K-1ルール世界スーパーフェザー級 第6代K-1 WORLD GPフェザー級                                                             | 2023年11月18日 2024年9月29日 -                                                                                                  | 0        |
| 優心           | 京都野口GYM                              | S1世界フライ級 | 2023年12月7日 - | 0        |
| 松倉信太郎     | team VASILEUS                            | 第2代K-1 WORLD GPミドル級 | 2023年12月9日 - | 0        |
| 龍聖           | Team KNOCK OUT                           | ISKA K-1ルール世界スーパーフェザー級                                                                                         | 2024年12月30日 - | 0        |
| 松谷綺         | ALONZA ABLAZE                            | 第3代K-1 WORLD GP女子アトム級                                                                                                | 2025年2月9日 - | 0        |
| MARI           | ナックルズGYM                            | ISKA世界女子アトム級 | 2025年6月1日 | 0        |
| 那須川龍心     | TEAM TEPPEN                              | ISKA K-1ルール 世界ストロー級                                                                                                | 2025年6月21日 | 0        |
| Ayaka          | NJKF健心塾伊勢支部                       | WBKF世界女子ライトフライ級                                                                                                   | 2025年6月29日 | 0        |

## 2010年代
| 名前       | 所属                          | 王座 | 在位期間・認定日                                                              | 防衛回数 |
| ---------- | ----------------------------- | --- | ----------------------------------------------------------------------------- | -------- |
| 久保優太   | 立川KBA                       | WPMO世界スーパーフェザー級 ISKAオリエンタル世界ライトウェルター級 GLORY -65kg SLAM世界トーナメント2013 優勝 初代K-1 WORLD GPウェルター級 | 2007年7月13日 2012年2月17日 2013年5月3日 2017年9月18日 - 2020年6月3日（返上） | 0 N/A 3  |
| 寒川直喜   | バンゲリングベイ・スピリット  | 初代WKO世界ライトヘビー級 | 2010年1月31日 -                                                               | 0        |
| 山本佑機   | 士道館橋本道場                | 第2代WMAF世界スーパーライト級 | 2010年7月18日 -                                                               | 0        |
| 牧野智昭   | フォルティス渋谷              | WBKF世界スーパーウエルター級 | 2011年4月29日 -                                                               | 0        |
| 寺戸伸近   | Booch Beat                    | ISKA K-1ルール世界バンタム級 | 2011年8月14日                                                                 | 2        |
| 卜部功也   | K-1 GYM SAGAMI-ONO KREST      | ISKA K-1ルール世界ライト級 初代K-1 WORLD GPスーパーフェザー級 第2代K-1 WORLD GPライト級                                                  | 2013年6月16日 2015年1月18日 - 2015年11月21日 2018年3月21日 - 2019年3月10日    | 1 0      |
| 城戸康裕   | 谷山ジム                      | WBKF世界スーパーウェルター級 | 2014年2月23日                                                                 | 1        |
| 卜部弘嵩   | K-1 GYM SAGAMI-ONO KREST      | ISKAオリエンタル世界スーパーライト級 第2代K-1 WORLD GPスーパーフェザー級                                                                 | 2014年5月1日 2015年11月21日 - 2017年2月25日                                   | 0        |
| 蘇我英樹   | 市原ジム                      | WKBA世界スーパーフェザー級 | 2014年4月6日                                                                  | 0        |
| RENA       | シーザージム                  | 初代SB世界女子フライ級 | 2015年8月21日 -                                                               | 1        |
| 鈴木博昭   | ストライキングジムAres        | 初代SB世界スーパーライト級 | 2015年8月22日 - 2018年8月31日（返上）                                         | 0        |
| 那須川天心 | TARGET/Cygames                | ISKAオリエンタル世界バンタム級 初代RISE世界フェザー級 ISKAフリースタイル世界フェザー級                                                   | 2016年3月26日 2018年6月17日 - 2019年6月2日                                    | 1 0      |
| 皇治       | TEAM ONE                      | ISKA K-1ルール世界ライト級 | 2017年2月19日                                                                 | 0        |
| 大雅       | TRY HARD GYM                  | 第3代K-1 WORLD GPスーパーフェザー級 | 2017年2月25日 - 2018年2月3日（剥奪）                                          | 0        |
| 武居由樹   | POWER OF DREAM                | 第2代K-1 WORLD GPスーパーバンタム級 | 2017年4月22日 - 2020年12月13日（返上）                                        | 1        |
| 小笠原瑛作 | クロスポイント吉祥寺          | ISKA K-1ルール世界バンタム級 | 2017年9月6日                                                                  | 0        |
| 朝久裕貴   | 朝久道場                      | WLF武林風 世界60kg級 | 2018年3月10日 -                                                               | 2        |
| 村越優汰   | 湘南格闘クラブ                | 第2代K-1 WORLD GPフェザー級 | 2018年6月17日 - 2019年8月25日（返上）                                         | 1        |
| 林健太     | FLYSKY GYM                    | 第3代K-1 WORLD GPライト級 | 2019年3月10日 - 2020年12月13日                                                | 0        |
| 安保瑠輝也 | CLUB es/team ALL-WIN          | 第4代K-1 WORLD GPスーパーライト級 | 2019年6月30日 - 2020年9月22日                                                 | 2        |
| 江川優生   | POWER OF DREAM                | 第3代K-1 WORLD GPフェザー級 | 2019年11月24日 - 2021年3月21日                                                | 0        |
| KANA       | K-1ジム三軒茶屋シルバーウルフ | 初代K-1 WORLD GP女子フライ級 | 2019年12月28日 - 2023年12月9日                                                | 3        |

## 2000年代
| 名前             | 所属                   | 王座 | 在位期間・認定日                                                                      | 防衛回数 |
| ---------------- | ---------------------- | --- | ------------------------------------------------------------------------------------- | -------- |
| 前田憲作         |                        | WKA世界ムエタイスーパーフェザー級 WAKO-PROムエタイ世界スーパーフェザー級 | 1997年7月25日 2000年5月6日                                                            | 0        |
| 土屋ジョー       |                        | WKAムエタイ世界バンタム級 WMAF世界スーパーバンタム級 | 1998年1月30日 2000年3月20日                                                           |          |
| 小林聡           | 藤原スポーツジム       | WKAムエタイ世界ライト級 WPKCムエタイ世界ライト級 | 2000年7月30日 2000年12月9日 - 2005年1月4日                                            |          |
| 柴田早千予       | 白龍ジム               | IKKC女子世界フライ級 ISKA世界女子ムエタイフライ級 UKF女子世界バンタム級 WMTA女子世界スーパーフライ級 UKF女子世界スーパーバンタム級 UKF女子世界フライ級 IWTC,WIKBA世界女子ムエタイフライ級 | 2000年6月24日 2001年7月8日 2003年11月 2003年12月 2004年3月 2005年1月30日 2005年2月5日 |          |
| 伊藤隆           |                        | 初代WMAF世界スーパーウェルター級 | 2000年3月20日 - 2001年3月30日                                                         | 2        |
| 新田明臣         |                        | WKAムエタイ世界スーパーウェルター級 第2代UKF世界ミドル級 | 2000年5月6日 2007年 - 2008年                                                          | 0        |
| 大野崇           |                        | ISKAオリエンタル世界ミドル級 | 2000年6月18日                                                                         | 0        |
| 小比類巻貴之     | 黒崎道場               | ISKAオリエンタル世界スーパーウェルター級 | 2000年11月1日                                                                         | 0        |
| 魔裟斗           | シルバーウルフ         | ISKAオリエンタル世界ウェルター級 K-1 WORLD MAX 2003 優勝 K-1 WORLD MAX 2008 優勝 | 2000年11月1日 - 2008年 2003年7月5日 2008年10月1日                                     | 0 N/A    |
| 土井広之         |                        | WSBA世界シーガル級 WSBA世界スーパーシーガル級 | 2001年1月12日 - 2005年8月12日                                                         |          |
| 金沢久幸         | TEAM-1 AJKF            | WPKCムエタイ世界スーパーライト級 IMTCムエタイ世界ウェルター級 | 2001年8月10日 2005年5月28日                                                           | 1 0      |
| 佐藤嘉洋         | 名古屋JKF              | WKA世界ムエタイウェルター級 WPKC世界ムエタイスーパーウェルター級 | 2001年11月17日 - 2005年2月8日 2004年2月28日 - 2005年2月8日                            | 1 0      |
| 久保坂左近       |                        | WPKCムエタイ世界スーパーミドル級 | 2002年                                                                                | 0        |
| DAVID            | 真樹ジム沖縄           | UKF世界ジュニアミドル級 | 2003年6月15日                                                                         | 1        |
| 渡邊久江         | AJジム                 | インターナショナル女子ムエタイライト級 | 2003年12月26日                                                                        | 1        |
| NORIKO           | Team Dii               | インターナショナル女子ムエタイスーパーフライ級 | 2003年12月26日                                                                        | 0        |
| 佐藤友則         | OGUNI-GYM              | UKF世界スーパーバンタム級 | 2004年3月18日                                                                         | 0        |
| 武藤孝行         | 士道館                 | UKF世界スーパーライト級 | 2005年1月30日                                                                         | 0        |
| 勝山舞子         | 上州松井ジム           | MTIAアマチュア世界女子スーパーフライ級 | 2005年3月26日                                                                         | 0        |
| アトム山田       | 武勇会                 | WMAF世界フェザー級 | 2005年7月3日 - 2006年8月1日                                                           | 0        |
| サトルヴァシコバ | 勇心館                 | 初代WFCAタイボクシング世界スーパーライト級 | 2005年9月9日 - 2007年2月9日                                                           | 0        |
| 西山誠人         | アクティブJ            | 初代WFCAタイボクシング世界ライト級 | 2005年9月21日 - 2007年6月3日                                                          | 0        |
| 緒形健一         | シーザージム           | S-cup 2006 優勝 | 2006年11月3日                                                                         | N/A      |
| 白須康仁         | 花澤ジム               | 第2代WMAF世界スーパーウェルター級 | 2006年12月3日                                                                         | 0        |
| TURBO            | FUTURE_TRIBE ver.O.J   | 初代WMAF世界スーパーフェザー級 | 2007年5月13日 - 2008年12月21日                                                        | 1        |
| 梶原龍児         | チームドラゴン         | 第2代WFCAタイボクシング世界ライト級 | 2007年6月3日                                                                          | 1        |
| 久保賢司         | 立川KBA                | WPMO世界フライ級 | 2007年7月13日                                                                         | 0        |
| 村上リエ         | ドラゴンジム           | WPMO女子世界ライト級 | 2007年7月13日                                                                         | 0        |
| K.ルイス         |                        | WMAF世界ミドル級 | 2007年8月12日 - 2008年2月                                                             | 0        |
| 水町浩           | 士魂村上塾             | 初代WMAF世界ウェルター級 | 2008年4月29日 - 2009年2月15日                                                         | 0        |
| 北山高与志       | S.F.K                  | 第2代WMAF世界ウェルター級 | 2009年2月15日                                                                         | 0        |
| 桜井洋平         | Bombo Freely           | 初代WFCA世ムエタイ界ライト級 | 2008年5月11日                                                                         | 0        |
| 我龍真吾         | ファイティングマスター | 第2代WMAF世界ミドル級 UKFキックボクシング世界ライトミドル級 WMF世界ライトヘビー級 | 2008年7月20日 2008年11月2日 - 2009年6月15日 2009年8月15日                             | 0        |
| 駿太             | 谷山ジム               | 第2代WMAF世界フェザー級 | 2008年6月15日                                                                         | 0        |
| 紅闘志也         | フリー                 | PK.1世界スーパーウェルター級 | 2008年9月8日                                                                          | 0        |
| 上松大輔         | チームドラゴン         | ISKAオリエンタル世界ライト級 | 2008年10月1日                                                                         | 0        |
| "狂拳"竹内裕二   | 菅原道場               | 第2代WMAF世界スーパーフェザー級 | 2008年12月21日                                                                        | 0        |
| 京太郎           | チームドラゴン         | 第2代K-1ヘビー級 | 2009年3月28日 - 2011年10月21日（返上）                                                | 1        |
| 銀次郎           | ファイティングマスター | WMF世界ミドル級 | 2009年8月15日                                                                         | 0        |
| 関ナオト         | u.f.c                  | WMF世界スーパーウェルター級 | 2009年8月15日                                                                         | 0        |

## 1970年代 - 1990年代
| 名前         | 所属     | 王座                                                                                          | 在位期間・認定日                          | 防衛回数 |
| ------------ | -------- | --------------------------------------------------------------------------------------------- | ----------------------------------------- | -------- |
| 長江国政     |          | WKA世界ライト級                                                                               | 1978年9月                                 | 0        |
| 藤原敏男     |          | 初代新格闘術世界ライト級                                                                      | 1978年10月30日                            |          |
| 猪狩元秀     |          | WKA世界ミドル級                                                                               | 1979年3月23日 - 1982年                    | 0        |
| 佐々木次郎   |          | フリースタイル・マーシャルアーツ世界選手権大会フェザー級優勝                                  | 1982年4月28日                             | N/A      |
| 田畑靖男     |          | WKA世界ミドル級                                                                               | 1983年                                    | 0        |
| ユキ堀内     |          | WKA世界スーパーフライ級                                                                       | 1985年12月6日                             | 0        |
| シーザー武志 |          | WSBA世界ホーク級                                                                              | 1988年                                    | 0        |
| 清水隆広     |          | WKA世界スーパーバンタム級 WKA世界フェザー級                                                   | 1990年6月30日                             |          |
| バット吉永   |          | 初代WWWA世界格闘技                                                                            | 1991年3月17日 - 1994年10月9日             | 2        |
| 佐竹雅昭     | 正道会館 | UKF世界ヘビー級 WKA世界スーパーヘビー級 KICK世界スーパーヘビー級 ISKAオリエンタル世界ヘビー級 | 1993年6月25日 1993年9月4日 1993年12月19日 | 0        |
| 田上敬久     |          | UKF世界スーパーウェルター級                                                                   | 1993年7月30日                             | 0        |
| 大江慎       |          | ISKA世界ライトウェルター級                                                                    | 1993年9月5日                              | 0        |
| 吉鷹弘       |          | S-Cup'95優勝                                                                                  | 1995年1月31日                             | N/A      |
| 石本文子     |          | 第2代WWWA世界格闘技                                                                           | 1995年7月13日                             | 0        |
| 村浜武洋     |          | KICK世界スーパーフェザー級                                                                    | 1995年8月24日                             | 0        |
| 三井綾       |          | WMTF世界女子ジュニアバンタム級                                                                | 1995年                                    |          |
| 新妻聡       |          | WKBA世界スーパーライト級                                                                      | 1996年                                    |          |
| 港太郎       |          | 初代UKF世界ミドル級                                                                           | 1996年9月23日                             | 0        |
| 神風杏子     |          | UKF女子世界ジュニアフェザー級 WWW女子世界ジュニアフェザー級                                   | 1996年9月23日 1998年2月14日               | 0        |
| 金泰泳       | 正道会館 | UKF世界ライトヘビー級                                                                         | 1994年3月                                 | 0        |
| 鈴木秀明     |          | IWM世界ジュニアライト級                                                                       | 1999年12月5日                             | 0        |
| 武蔵         | 正道会館 | WAKO-PROムエタイ世界ヘビー級                                                                  | 1999年6月20日                             | 0        |
| 熊谷直子     |          | UKF女子世界スーパーバンタム級                                                                 | 1998年12月26日                            |          |
| 中沢夏美     |          | IKBO女子世界ジュニアフライ級                                                                  | 1998年6月4日                              |          |

## ムエタイ
ムエタイにおいては、ルンピニー・スタジアム、ラジャダムナン・スタジアムが「2大殿堂」「世界最高峰」とされている。ムエタイ情報サイト「ムエタイジャパン」は、ルンピニー、ラジャダムナンに加え、以下の5団体の王座に権威があるとしている。
- ルンピニー・スタジアム王座[37]
- ラジャダムナン・スタジアム王座[38]
- WBCムエタイ王座（世界ボクシング評議会）[39]
- IBFムエタイ王座（国際ボクシング連盟）[40]
- WPMF王座（世界プロムエタイ連盟）[41]
- WMC王座 / WMTC王座 / IFMA王座（世界ムエタイ評議会 / 国際アマチュアムエタイ連盟）[42]
- ONE Championship[9]

| 氏名                                        | 認定日 | 王座 |
| ------------------------------------------- | --- | --- |
| 藤原敏男                                    | 1978年3月18日                                                                                               | ラジャダムナン・スタジアムライト級 |
| 金泰泳                                      | 1996年9月1日                                                                                                | WMTC世界ジュニアミドル級 |
| 小笠原仁                                    | 2000年12月3日                                                                                               | ラジャダムナン・スタジアムジュニアミドル級 |
| 武田幸三                                    | 2001年1月21日                                                                                               | ラジャダムナン・スタジアムウェルター級 |
| 小次郎                                      | 2001年11月30日                                                                                              | WMC世界ジュニアミドル級 |
| 加藤督朗                                    | 2004年4月17日                                                                                               | WPMF世界ウェルター級 |
| 清水貴彦                                    | 2004年5月13日                                                                                               | WPMF世界ミドル級 |
| 輝浪                                        | 2005年1月22日                                                                                               | WPMF世界スーパーウェルター級 |
| 平島将光（マサ・KRSジム）                   | 2005年10月22日                                                                                              | WPMF世界スーパーライト級 |
| 山上健吾（ケンゴ・KRSジム）                 | 2005年11月9日                                                                                               | WPMF世界スーパーミドル級 |
| 中村元気                                    | 2008年11月25日                                                                                              | WPMF世界スーパーフェザー級 |
| アマラ忍                                    | 2008年12月9日                                                                                               | WPMF世界スーパーライト級 |
| 増田博正                                    | 2009年3月1日                                                                                                | WPMF世界ライト級 |
| KENT                                        | 2009年9月13日                                                                                               | WPMF世界フライ級 |
| 藤原あらし                                  | 2009年9月13日                                                                                               | WPMF世界スーパーバンタム級 |
| 神村エリカ                                  | 2009年9月13日 2010年11月14日                                                                                | WPMF世界女子ミニフライ級 WMC世界女子ミニフライ級 |
| ファビアーノ・サイクロン                    | 2010年3月21日                                                                                               | WPMF世界スーパーヘビー級 |
| 梅野源治                                    | 2011年9月11日 2014年11月15日 2016年10月23日                                                                 | WPMF世界スーパーフェザー級 WBCムエタイ世界スーパーフェザー級 ラジャダムナン・スタジアム認定ライト級 |
| 石井宏樹                                    | 2011年10月2日                                                                                               | ラジャダムナン・スタジアムスーパーライト級 |
| 貴センチャイジム                            | 2014年6月8日                                                                                                | WMCムエタイ世界スーパーフライ級 |
| 大和哲也                                    | 2014年11月15日                                                                                              | WBCムエタイ世界スーパーライト級 |
| 福田海斗                                    | 2015年3月15日                                                                                               | WPMF世界フライ級 |
| 町田光                                      | 2015年9月20日                                                                                               | WPMF世界スーパーフェザー級 |
| T-98                                        | 2015年9月20日 2016年6月1日                                                                                  | WPMF世界ミドル級 ラジャダムナン・スタジアムスーパーウェルター級 |
| 伊藤紗弥                                    | 2015年9月27日 2017年8月11日 2017年11月26日                                                                  | WPMF世界女子ピン級 WMC世界女子ミニフライ級 WBCムエタイ世界女子ミニフライ級 |
| 吉成名高 （名高・エイワスポーツジム）       | 2017年4月9日 2018年4月8日 2018年9月26日 2018年12月9日 2019年4月14日 2023年7月9日 2024年2月12日 2024年9月1日 | WMC世界ピン級 WBCムエタイ世界ミニフライ級 IBFムエタイ世界ミニフライ級 ラジャダムナン・スタジアム認定ミニフライ級 ルンピニー・スタジアム認定ミニフライ級 ラジャダムナン・スタジアム認定フライ級 ラジャダムナン・スタジアム認定スーパーフライ級 WBCムエタイ世界スーパーフライ級 (ダイアモンド) |
| 小笠原瑛作                                  | 2018年4月27日                                                                                               | WPMF世界スーパーバンタム級 |
| 石井一成 （イッセイ・ウォーワンチャイ）     | 2019年2月24日 2019年6月12日 2020年12月6日 2022年9月23日                                                     | WPMF世界フライ級 IBFムエタイ世界フライ級 WPMF世界スーパーフライ級 WBCムエタイ世界スーパーフライ級 |
| 奥脇竜哉 （竜哉・エイワスポーツジム）       | 2019年7月18日 2019年9月9日 2020年2月9日 2024年9月1日                                                        | IBFムエタイ世界ミニフライ級 ラジャダムナン・スタジアム認定ミニフライ級 WPMF世界ミニフライ級 WBCムエタイ世界フライ級 |
| 岩城悠介                                    | 2019年8月11日                                                                                               | WPMF世界スーパーフェザー級 |
| 田中藍                                      | 2019年8月11日                                                                                               | WPMF世界女子ピン級 |
| 波賀宙也                                    | 2019年9月23日                                                                                               | IBFムエタイ世界ジュニアフェザー級 |
| 小林愛三                                    | 2019年11月27日                                                                                              | WPMF世界女子フライ級 |
| 石毛慎也                                    | 2019年11月28日                                                                                              | ラジャダムナン・スタジアム認定ミドル級 |
| 片島聡志                                    | 2019年12月1日                                                                                               | WPMF世界スーパーフライ級 |
| 品川朝陽 （朝陽・PKセンチャイムエタイジム） | 2020年2月9日                                                                                                | WBCムエタイ世界スーパーバンタム級 |
| 松倉信太郎                                  | 2020年9月10日                                                                                               | WPMF世界スーパーミドル級 |
| 松田龍聖                                    | 2024年7月14日                                                                                               | ラジャダムナン・スタジアム認定バンタム級 |

## 不明
| 名前                   | 所属     | 王座                                            | 在位期間・認定日 | 防衛回数 |
| ---------------------- | -------- | ----------------------------------------------- | ---------------- | -------- |
| 中村ルミ               |          | IKBO女子世界フライ級                            |                  |          |
| シン・ノッパッデソーン | 伊原道場 | ラジャダムナン・スタジアムウェルター級          |                  |          |
| 伊原信一               |          | WKBA世界ライト級                                |                  |          |
| 岩下伸樹               |          | WSBA世界スーパーイーグル級                      |                  |          |
| 高橋宏                 |          | WKA世界フライ級                                 |                  |          |
| 彩丘亜紗子             |          | IPMTO女子世界フェザー級 IPMTF女子世界フェザー級 |                  |          |